# Lac Koyachskoïe
 (février 2016).
Si vous disposez d'ouvrages ou d'articles de référence ou si vous connaissez des sites web de qualité traitant du thème abordé ici, merci de compléter l'article en donnant les références utiles à sa vérifiabilité et en les liant à la section « Notes et références ».
Le lac Koyachskoïe (en russe : Кояшское) ou Koyachs'ke (en ukrainien : Кояське) est un lac salé situé sur la côte de la péninsule de Kertch, en Crimée. Il est séparé de la mer Noire par une bande de terre. 
Ce lac a la particularité d'avoir une coloration allant du rose à l'écarlate, selon la lumière, due à la présence d'algues vivant dans ses eaux. Quand l'eau s'évapore, le sel du lac se cristallise sur les roches et les bords, produisant des roches cristallisées et une senteur de violette.
Ce lieu est considéré thérapeutique et est apprécié par des gens de cette région. Il est peu connu des touristes.

## Géographie
Le lac mesure 4 kilomètres de long, 2 kilomètres de large et a une profondeur d'environ un mètre. 